# Clássica de Loulé
A Clássica de Loulé (oficialmente: Clássica Internacional Loulé Capital Europeia do Desporto) foi uma competição de ciclismo de um dia portuguesa que se disputa em Loulé e seus arredores.
Criou-se em 2013 como amadora até que desde 2015 começou a ser profissional fazendo parte do UCI Europe Tour dentro da categoria 1.2. 

## Palmarés
| Ano  | Vencedor              | Segundo           | Terceiro              |
| ---- | --------------------- | ----------------- | --------------------- |
| 2013 | Bruno Duarte Ferreira | Raúl Alarcón      | Samuel José Rodrigues |
| 2014 | Pedro Miguel Paulinho | Luís Filipe Silva | Luís Gabriel Silva    |
| 2015 | Michael Woods         | César Fonte       | Jesse Anthony         |